# نوران (سیرجان)
نوران یک روستا در ایران است که در شهرستان سیرجان واقع شده‌است.